# ایرج دستگردی
ایرج دستگردی (زاده ۳۱ دسامبر ۱۹۵۵) شمشیرباز اهل ایران است. او در بازی‌های المپیک تابستانی ۱۹۷۶ در رشته اپه (تیمی و انفرادی) شرکت کرد.